# Roczniki Dziejów Społecznych i Gospodarczych
Roczniki Dziejów Społecznych i Gospodarczych – najstarsze w Polsce czasopismo naukowe poświęcone w całości dziejom społecznym i gospodarczym Polski i powszechnym. Wychodzi nieprzerwanie (nie licząc lat II wojny światowej) od 1931 r. 
Założone zostało we Lwowie przez Franciszka Bujaka i Jana Rutkowskiego (twórców historii społeczno-gospodarczej w Polsce) i tam ukazywało się nakładem Sekcji Historii Społecznej i Gospodarczej Towarzystwa Naukowego we Lwowie do pierwszej połowy 1939 r. Inicjatywa była po części podyktowana działalnością własnej szkoły historiograficznej Bujaka, a po części odwoływała się do założonego w 1929 francuskiego czasopisma „Annales d'histoire économique et sociale”, którego jest właściwym polskim odpowiednikiem. 
Po 1945 czasopismo wydawane było w Poznaniu, a od t. 56/57 (1996/1997) w Warszawie. Przez cały okres powojenny wydawcą pozostaje Poznańskie Towarzystwo Przyjaciół Nauk Wydział Historii i Nauk Społecznych, od 2004 r. w koedycji z Instytutem Historii im. Tadeusza Manteuffla Polskiej Akademii Nauk w Warszawie. 
Wersją referencyjną czasopisma jest wydanie elektroniczne. Czasopismo wydawane jest na zasadach otwartego dostępu na licencji CC BY-ND.  
Aktualny Komitet Redakcyjny czasopisma: Paweł Grata, Piotr Guzowski (zastępca redaktorki naczelnej), Natalia Jarska (redaktorka naczelna), Elżbieta Kościk, Cezary Kuklo, Cecylia Leszczyńska, Krzysztof Makowski, Włodzimierz Mędrzecki, Michał Przeperski (sekretarz)